# Jabalia flygtningelejr
Jabalia flygtningelejr (Jabalialejren) er en palæstinensisk flygtningelejr på Gazastriben.
Efter den arabisk-israelske krig 1948, 'Palæstinakrigen', etablerede UNRWA en 1,4 km² stor flygtningelejr nord for den dengang lille by Jabalia på Gazastriben. Lejren var beregnet til omkring 35.000 mennesker. Det var fra denne flygtningelejr, at den første intifada brød ud i december 1987. I 2006 boede der omkring 93.000 mennesker i flygtningelejren.
Israelske fly bombede lejren natten til den 31. oktober og natten til den 1. november 2023. Målet var at dræbe Hamas-kommandanten Ibrahim Biari, der siges at have været central i planlægningen af Hamas' angreb på Israel den 7. oktober 2023. Mindst 195 mennesker døde i angrebene.